# Jacana jacana
Jacana jacana là một loài chim trong họ Jacanidae.